# Мельник, Кондрат Семёнович
Кондрат Семёнович Мельник (25 марта 1900, Иванков — 3 мая 1971, Москва) — советский военный деятель, генерал-лейтенант (28 апреля 1943 года).

## Биография
Кондрат Семёнович Мельник родился 13 (25) марта 1900 года в Иванкове Радомысльского уезда Киевской губернии.

## Гражданская война
В Гражданскую войну в марте 1919 года добровольно вступил в Красную Армию, красноармеец 20-го советского полка. В составе 12-й армии воевал на Юго-Западном фронте. С мая 1920 г. в составе 2-го отдельного кавалерийского эскадрона участвовал в Советско-польской войне 1920 г. Позднее сражался против бандитских вооружённых формирований на Украине.

### Межвоенный период
С 1921 по 1926 годы командовал кавалерийским эскадроном, а также работал начальником полковой школы в 8-м Червонноказачьем кавалерийском полку 2-й кавалерийской дивизии. В 1923 году вступил в ряды ВКП(б). В 1926 году окончил курсы усовершенствования комсостава кавалерии. С 1927 по 1930 годы служил начальником штаба и командиром 7-го кавалерийского полка 2-й кавалерийской дивизии.
По окончании в 1933 году Военной академии имени М. В. Фрунзе был назначен на должность начальника штаба 4-й отдельной кавалерийской бригады. С 1935 года служил начальником штаба 16-й отдельной кавалерийской дивизии.
С июля 1937 года командовал 30-й кавалерийской дивизией. В декабре того же года был назначен на должность военного коменданта Ленинграда, а в июле 1938 года — на должность заместителя начальника штаба Дальневосточного фронта. В этой должности принимал участие в хасанских боях.
С сентября 1938 по июль 1939 года служил начальником штаба 2-й Краснознаменной армии, а с августа 1939 года по июль 1941 года — старшим преподавателем Военной академии им. М. В. Фрунзе.

### Великая Отечественная война
С начала Великой Отечественной войны командовал 53-й кавалерийской дивизией, в ноябре 1941 года преобразованной в 4-ю гвардейскую. В должности командира дивизии принимал участие в Смоленском сражении и Московской битве, а также в августе 1941 года в составе группы Доватора дивизия совершила двухнедельный рейд по тылу противника.
С марта 1942 года командовал 15-м кавалерийским корпусом, находившемся после Иранской операции в Иране. С октября 1942 года командовал 44-й армией, с ноября 1942 года 58-й армией, с октября 1943 года 56-й армией. Принимал участие в битве за Кавказ.
В ноябре 1943 года был назначен на должность заместителя командующего, а в апреле 1944 года — на должность командующего Отдельной Приморской армией. Войска армии под его командованием успешно действовали в боях на Северном Кавказе и при освобождении Крыма. В последующем армия до конца войны обороняла побережье Крыма.

### Послевоенная карьера
После войны генерал-лейтенант  Мельник с июля 1945 года командовал войсками Таврического военного округа, с июля 1946 года – заместитель командующего войсками, а с февраля 1947 г. начальник штаба и 1-й заместитель командующего войсками округа. С декабря 1951 г. состоял в распоряжении 10-го управления Генштаба, затем с марта 1952 г. был главным военным советником Румынской армии и военным атташе при посольстве СССР в Румынии. С апреля 1954 года занимал должность заместителя председателя ЦК ДОСААФ СССР. В марте 1958 г. зачислен в распоряжение МО СССР, затем в июне того же года назначен начальником Управления вневойсковой подготовки. С апреля 1961 г. в отставке.
Кондрат Семёнович Мельник умер 3 мая 1971 года в Москве. Похоронен на Введенском кладбище в Москве, участок 29.

## Награды
- Орден Ленина (21.02.1945)[5]
- Три ордена Красного Знамени (3.11.1942, 3.11.1944, 20.06.1949)
- Орден Суворова I степени (16.05.1944)
- Орден Кутузова II степени (28.01.1943)
- Орден Отечественной войны I степени (24.02.1945)
- медали